# Savelli
Pour les articles homonymes, voir Savelli (homonymie).
Savelli est une commune italienne de la province de Crotone, dans la région Calabre.

## Administration
| Période                                  | Période | Identité | Étiquette | Qualité |
| ---------------------------------------- | ------- | -------- | --------- | ------- |
|                                          |         |          |           |         |
| Les données manquantes sont à compléter. |         |          |           |         |

### Hameaux
- Nessuna

### Communes limitrophes
Bocchigliero, Campana (Italie), Castelsilano, San Giovanni in Fiore, Verzino